# Leichtathletik-Europameisterschaften 2022/Hochsprung der Frauen

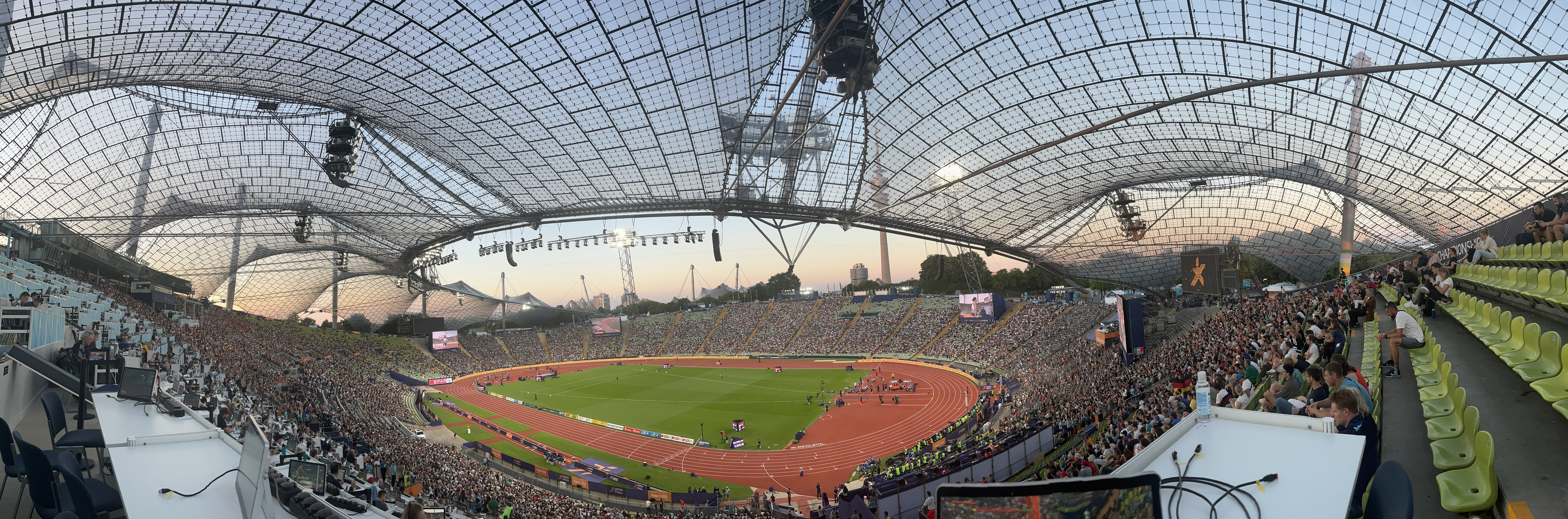
Das Olympiastadion in München während der Europameisterschaften 2022

Der Hochsprung der Frauen bei den Leichtathletik-Europameisterschaften 2022 wurde am 19. und 21. August 2022 im Olympiastadion der deutschen Stadt München ausgetragen.
Europameisterin wurde die ukrainische Olympiadritte von 2021 und zweifache Vizeweltmeisterin (2019/2022) Jaroslawa Mahutschich. Sie gewann vor Marija Vuković aus Montenegro. Bronze ging an die Serbin Angelina Topić.

## Bestehende Rekorde
| Weltrekord           | 2,09 m | Stefka Kostadinowa                    | WM Rom, Italien       | 30. August 1987 |
| Europarekord         | 2,09 m | Stefka Kostadinowa                    | WM Rom, Italien       | 30. August 1987 |
| Meisterschaftsrekord | 2,03 m | Tia Hellebaut Wenelina Wenewa-Mateewa | EM Göteborg, Schweden | 9. August 2006  |
| Meisterschaftsrekord | 2,03 m | Blanka Vlašić                         | EM Barcelona, Spanien | 1. August 2010  |

Der bestehende EM-Rekord wurde bei diesen Europameisterschaften nicht erreicht. Am höchsten sprangen die ukrainische Europameisterin Jaroslawa Mahutschich und Vizeeuropameisterin Marija Vuković aus Montenegro, die im Finale jeweils 1,95 m erzielten, womit sie acht Zentimeter unter dem Rekord blieben. Zum Welt- und Europarekord fehlten ihnen vierzehn Zentimeter.

## Legende
Kurze Übersicht zur Bedeutung der Symbolik – so üblicherweise auch in sonstigen Veröffentlichungen verwendet:
| NM  | keine Höhe (no mark)  |
| ogV | ohne gültigen Versuch |
| –   | verzichtet            |
| o   | übersprungen          |
| x   | ungültig              |

## Qualifikation
19. August 2022, 10:03 Uhr MESZ
24 Teilnehmerinnen traten in zwei Gruppen zur Qualifikationsrunde an. Keine von ihnen musste die Qualifikationshöhe für den direkten Finaleinzug von 1,94 m angehen, da die Finalzusammensetzung der mindestens zwölf Finalistinnen bereits vorher geklärt war. So reichten zur Finalteilnahme für die besten dreizehn Springerinnen (hellgrün unterlegt) schließlich 1,87 m aus.

### Gruppe A
| Platz | Name                  | Nation         | Resultat (m) | 1,78 m | 1,83 m | 1,87 m |
| 1     | Angelina Topić        | Serbien        | 1,87         | o      | o      | o      |
| 1     | Marija Vuković        | Montenegro     | 1,87         | –      | o      | o      |
| 3     | Britt Weerman         | Niederlande    | 1,87         | xo     | o      | o      |
| 4     | Mirela Demirewa       | Bulgarien      | 1,87         | o      | o      | xo     |
| 4     | Jaroslawa Mahutschich | Ukraine        | 1,87         | –      | –      | xo     |
| 6     | Maja Nilsson          | Schweden       | 1,83         | o      | xo     | xxx    |
| 6     | Heta Tuuri            | Finnland       | 1,83         | o      | xo     | xxx    |
| 8     | Bianca Stichling      | Deutschland    | 1,83         | o      | xxo    | xxx    |
| 9     | Erika Furlani         | Italien        | 1,78         | o      | xxx    |        |
| 9     | Ella Junnila          | Finnland       | 1,78         | o      | xxx    |        |
| 9     | Barbara Szabó         | Ungarn         | 1,78         | o      | xxx    |        |
| NM    | Laura Zialor          | Großbritannien | ogV          | xxx    |        |        |

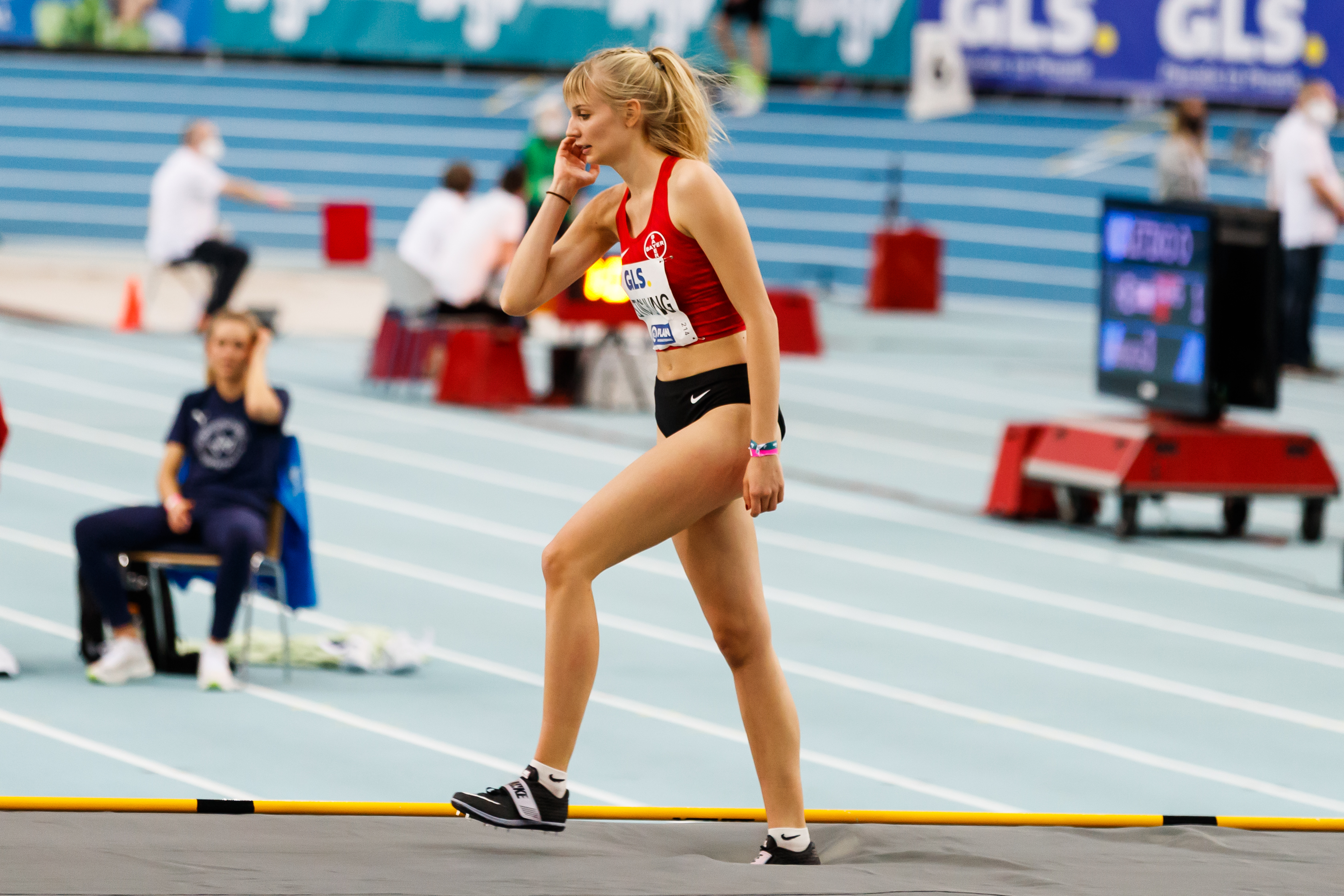
Bianca Stichling – ausgeschieden mit 1,83 m

Weitere in Qualifikationsgruppe A ausgeschiedene Hochspringerinnen:

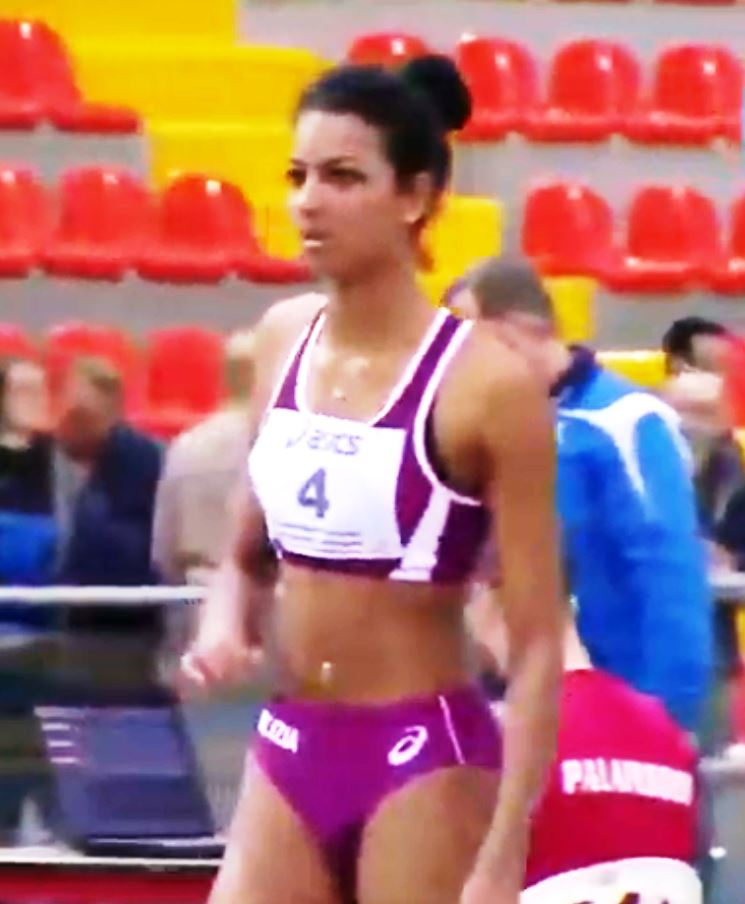
Erika Furlani – 1,78 m
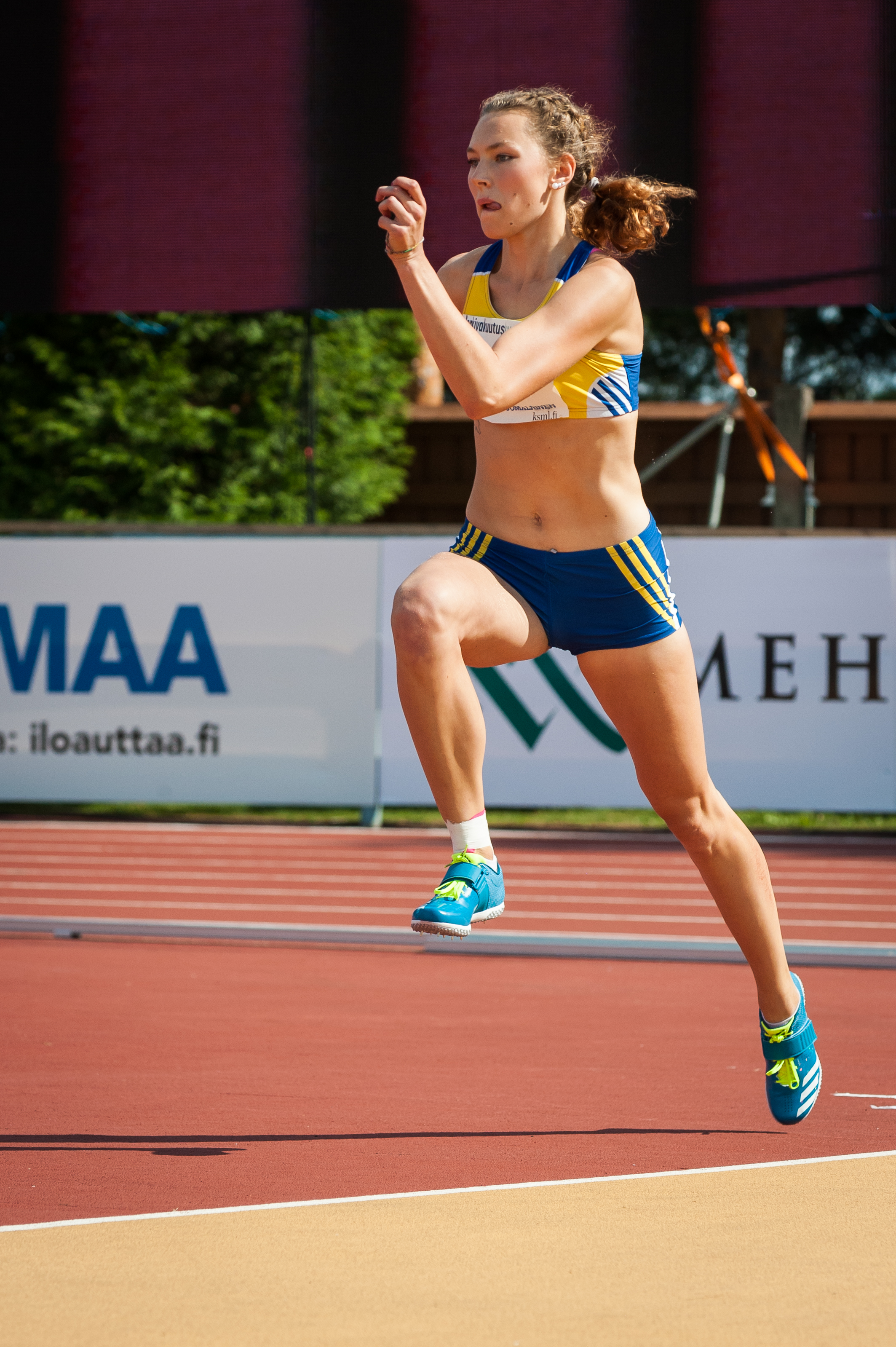
Ella Junnila – 1,78 m
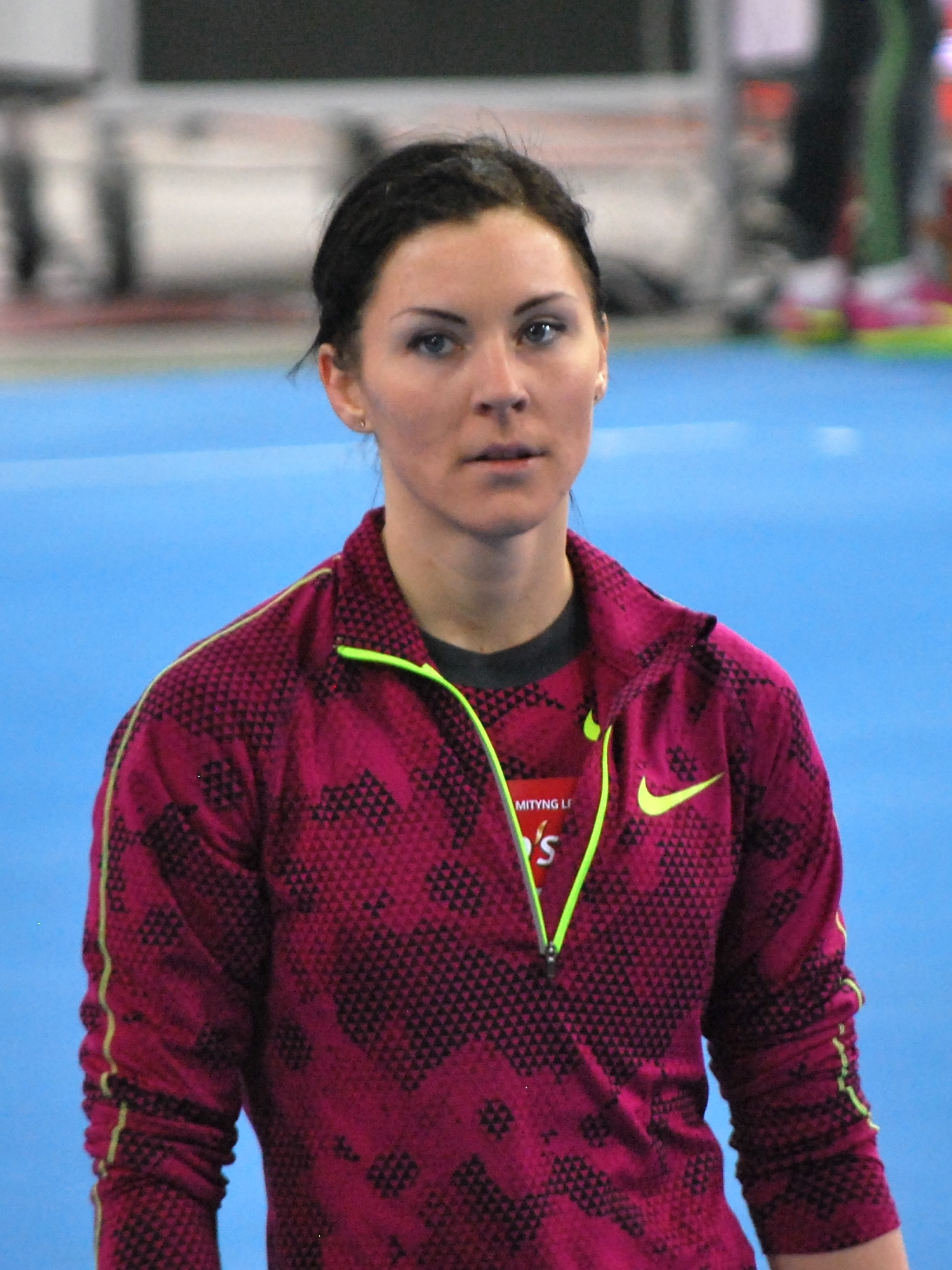
Barbara Szabó – 1,78 m

### Gruppe B

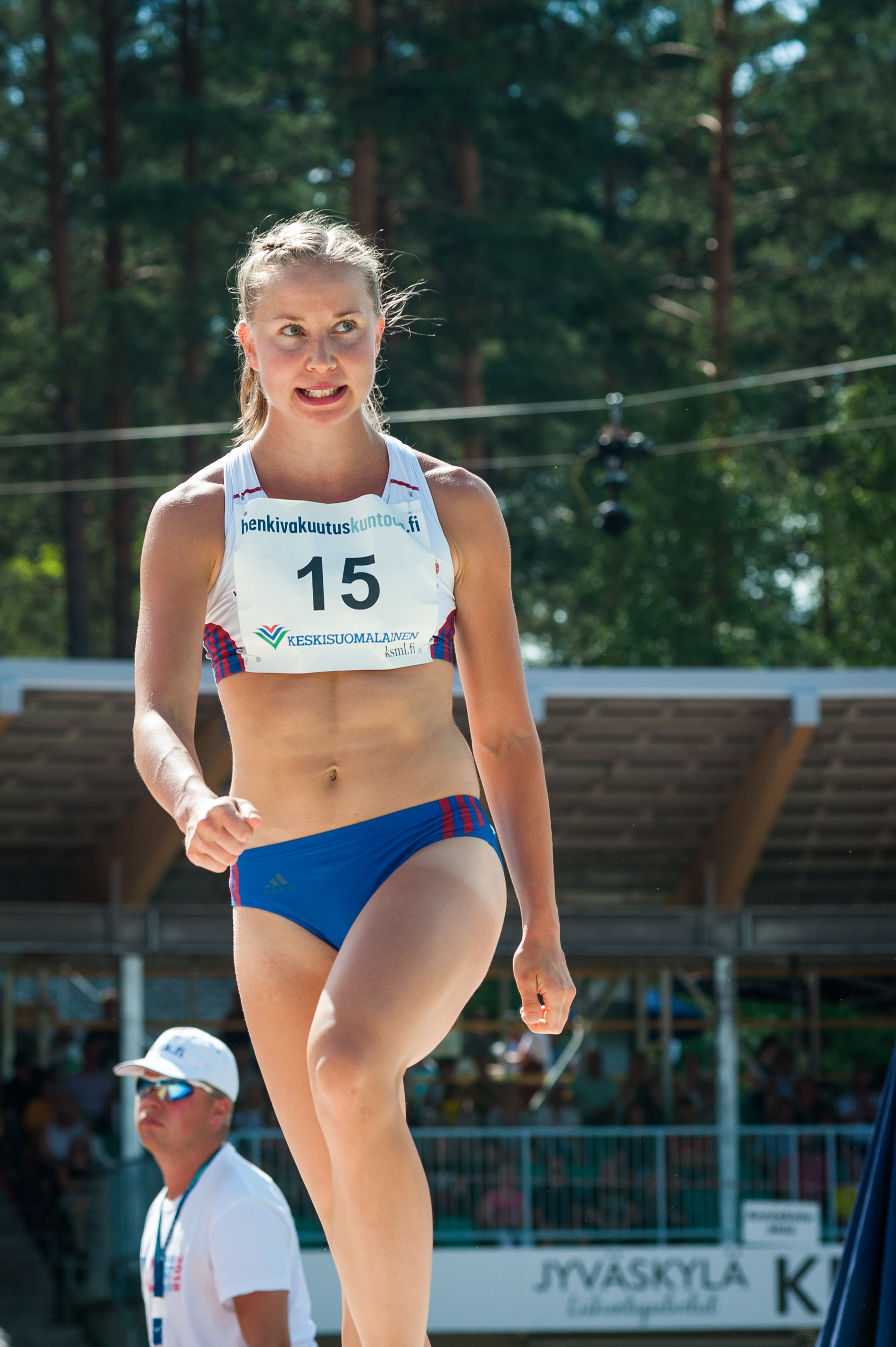
Sini Lällä – ausgeschieden mit 1,78 m

| Platz | Name                       | Nation         | Resultat (m) | 1,78 m | 1,83 m | 1,87 m |
| 1     | Lia Apostolovski           | Slowenien      | 1,87         | o      | o      | o      |
| 1     | Marie-Laurence Jungfleisch | Deutschland    | 1,87         | o      | o      | o      |
| 3     | Iryna Heraschtschenko      | Ukraine        | 1,87         | o      | xo     | o      |
| 3     | Tatiana Gousin             | Griechenland   | 1,87         | xo     | o      | o      |
| 3     | Elena Vallortigara         | Italien        | 1,87         | xo     | o      | o      |
| 6     | Morgan Lake                | Großbritannien | 1,87         | o      | o      | xo     |
| 7     | Solène Gicquel             | Frankreich     | 1,87         | xo     | xo     | xo     |
| 8     | Julija Lewtschenko         | Ukraine        | 1,87         | o      | xxo    | xxo    |
| 9     | Daniela Stanciu            | Rumänien       | 1,83         | o      | o      | xxx    |
| 10    | Karmen Bruus               | Estland        | 1,83         | o      | xo     | xxx    |
| 11    | Urtė Baikštytė             | Litauen        | 1,78         | o      | xxx    |        |
| 12    | Sini Lällä                 | Finnland       | 1,78         | xo     | xxxx   |        |

## Finale

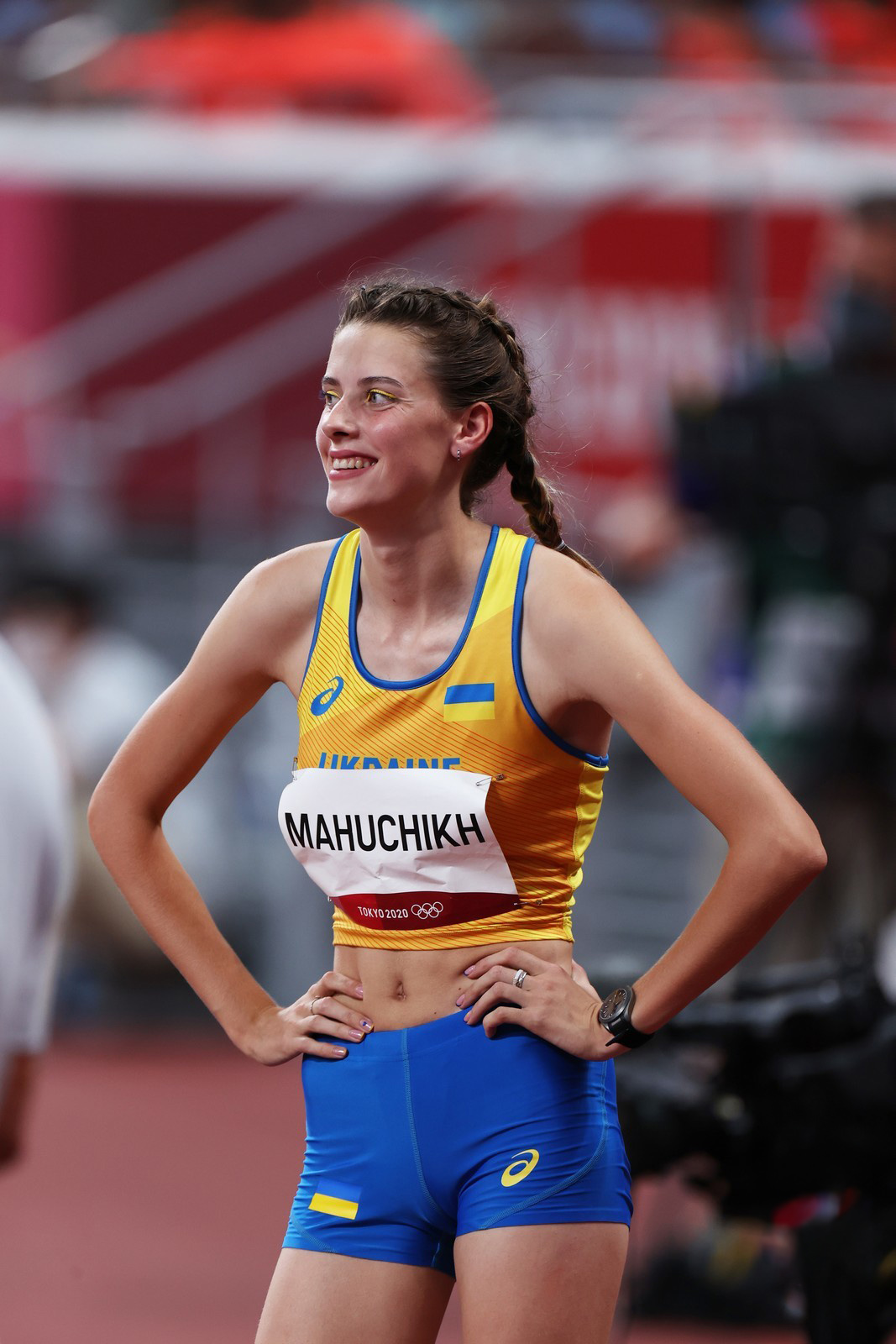
1,95 m reichten Jaroslawa Mahutschich zum Titelgewinn

21. August 2022, 19:05 Uhr MESZ
| Platz | Name                       | Nation         | Resultat (m) | 1,82 m | 1,86 m | 1,90 m | 1,93 m | 1,95 m | 1,97 m |
| 1     | Jaroslawa Mahutschich      | Ukraine        | 1,95         | –      | o      | o      | –      | o      | xxx    |
| 2     | Marija Vuković             | Montenegro     | 1,95         | –      | o      | o      | o      | xxo    | xxx    |
| 3     | Angelina Topić             | Serbien        | 1,93         | o      | o      | o      | o      | xxx    |        |
| 4     | Britt Weerman              | Niederlande    | 1,93         | o      | xo     | xo     | o      | xxx    |        |
| 5     | Iryna Heraschtschenko      | Ukraine        | 1,93         | o      | xo     | o      | xxo    | xxx    |        |
| 6     | Marie-Laurence Jungfleisch | Deutschland    | 1,90         | o      | o      | xo     | xxx    |        |        |
| 7     | Lia Apostolovski           | Slowenien      | 1,90         | o      | o      | xxo    | xxx    |        |        |
| 7     | Morgan Lake                | Großbritannien | 1,90         | o      | o      | xxo    | xxx    |        |        |
| 9     | Mirela Demirewa            | Bulgarien      | 1,86         | o      | o      | xxx    |        |        |        |
| 9     | Tatiana Gousin             | Griechenland   | 1,86         | o      | o      | xxx    |        |        |        |
| 9     | Julija Lewtschenko         | Ukraine        | 1,86         | o      | o      | xxx    |        |        |        |
| 9     | Elena Vallortigara         | Italien        | 1,86         | o      | o      | xxx    |        |        |        |
| 13    | Solène Gicquel             | Frankreich     | 1,86         | o      | xo     | xxx    |        |        |        |

Die Siegeshöhe von 1,95 m hatte zuletzt bei den Europameisterschaften 1974 zum Titelgewinn ausgereicht. Bereits in der Qualifikation, als 1,87 m zur Finalqualifikation genügten, hatte sich abgezeichnet, dass die Qualität dieses Hochsprungwettbewerbs auf einem nicht besonders hohen Niveau liegen würde.
Im Finale waren nur noch acht Athletinnen im Wettbewerb, als die Sprunghöhe von 1,93 m aufgelegt wurden. Mit der Deutschen Marie-Laurence Jungfleisch (am Ende Rang sechs), der Slowenin Lia Apostolovski (geteilter Platz sieben) und der Britin Morgang Lake (ebenfalls auf dem geteilten siebten Rang) schieden hier drei weitere Wettbewerberinnen aus.
Ohne Fehlversuche in ihren bisherigen Serien gingen die Ukrainerin Jaroslawa Mahutschich, Marija Vuković aus Montenegro sowie die Serbin Angelina Topić die nun aufgelegten 1,95 m an. Ebenfalls noch dabei waren die Niederländerin Britt Weerman (zwei Fehlversuche) und Iryna Heraschtschenko, eine weitere Ukrainerin (drei Fehlsprünge). Mahutschich nahm die Höhe im ersten Versuch, Vuković war mit ihrem dritten Sprung erfolgreich. Die drei anderen Athletinnen schieden dagegen aus. Angelina Topić gewann damit Bronze, Britt Weerman wurde Vierte und Iryna Heraschtschenko kam auf den fünften Platz.
Als letzte Höhe kamen 1,97 m an die Reihe. Hier scheiterten beide im Wettbewerb verbliebenen Teilnehmerinnen jeweils dreimal. Damit wurde Jaroslawa Mahutschich Europameisterin, Marija Vuković gewann Silber.

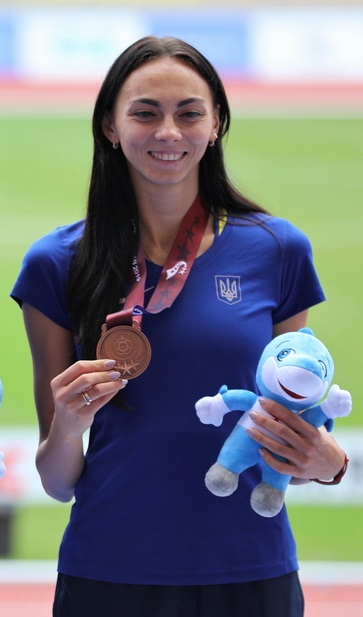
Iryna Heraschtschenko belegte Rang fünf
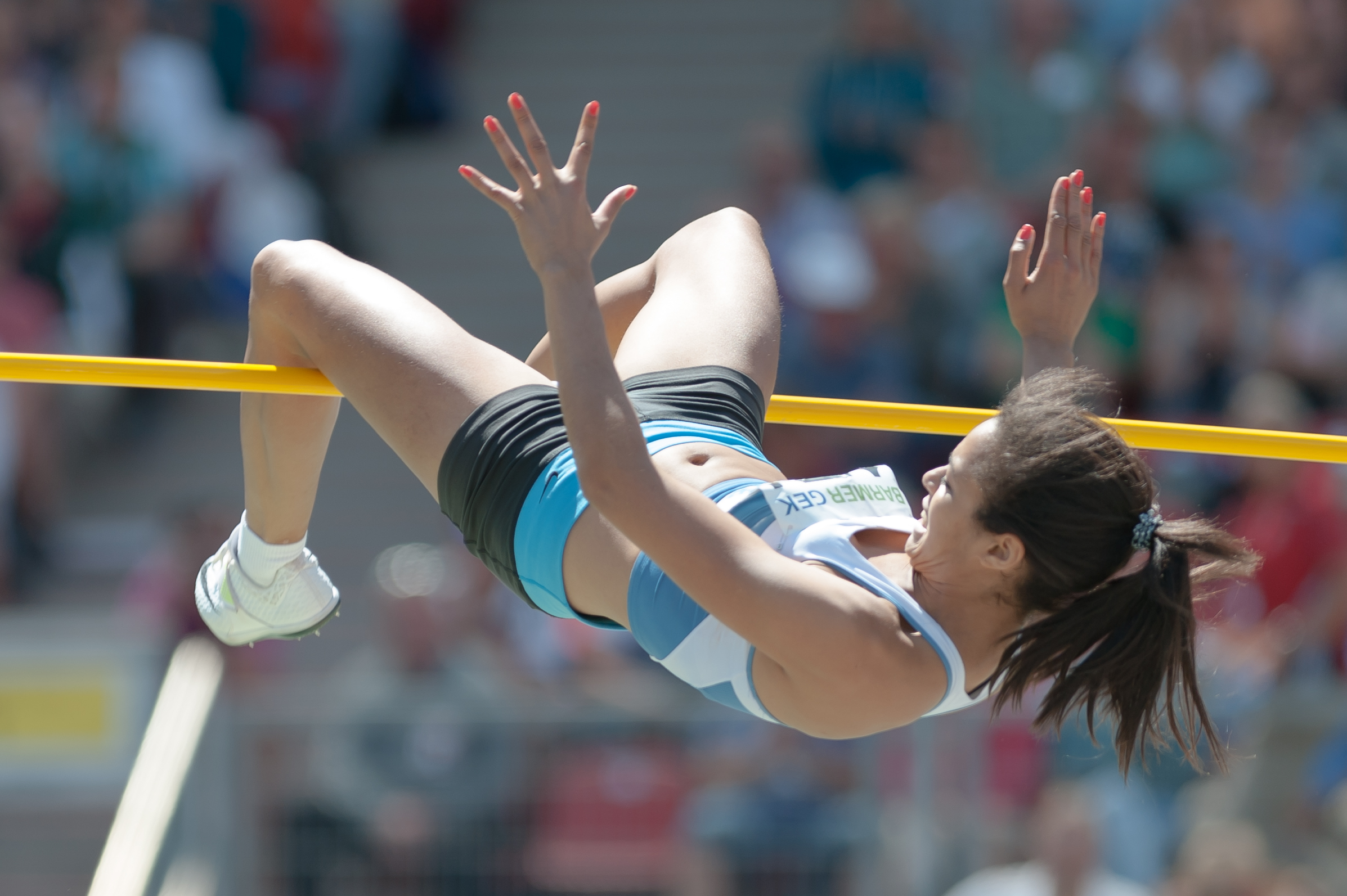
Die sechstplatzierte Marie-Laurence Jungfleisch
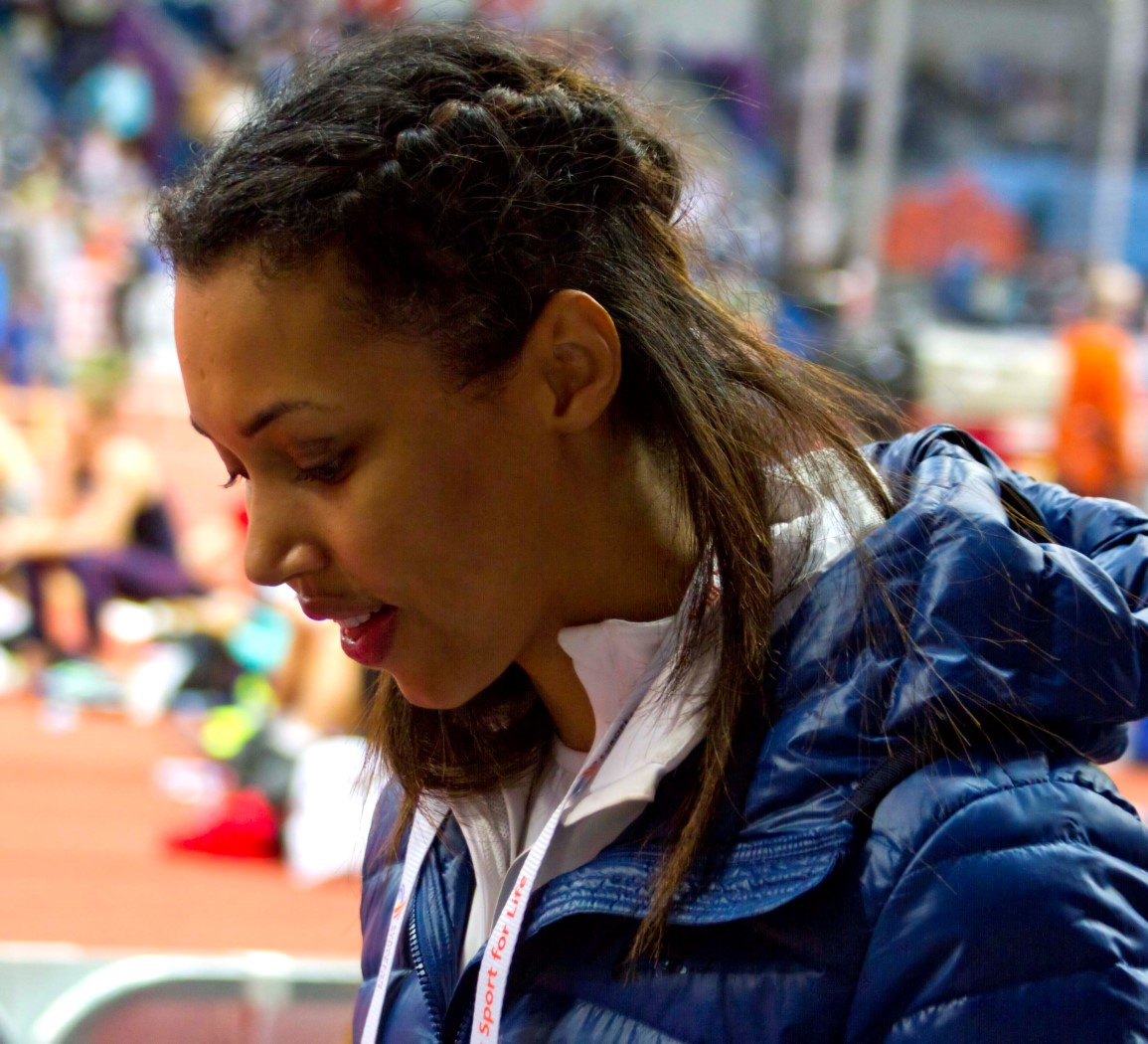
Rang acht für Morgan Lake
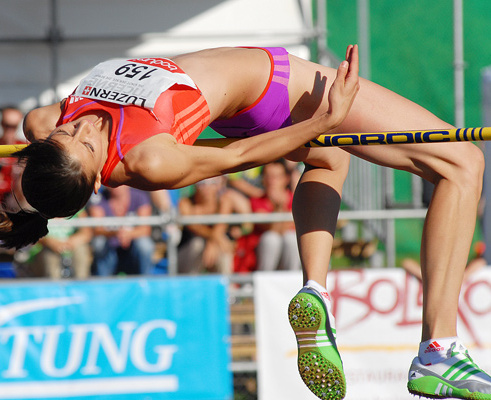
Mirela Demirewa kam auf den geteilten neunten Platz

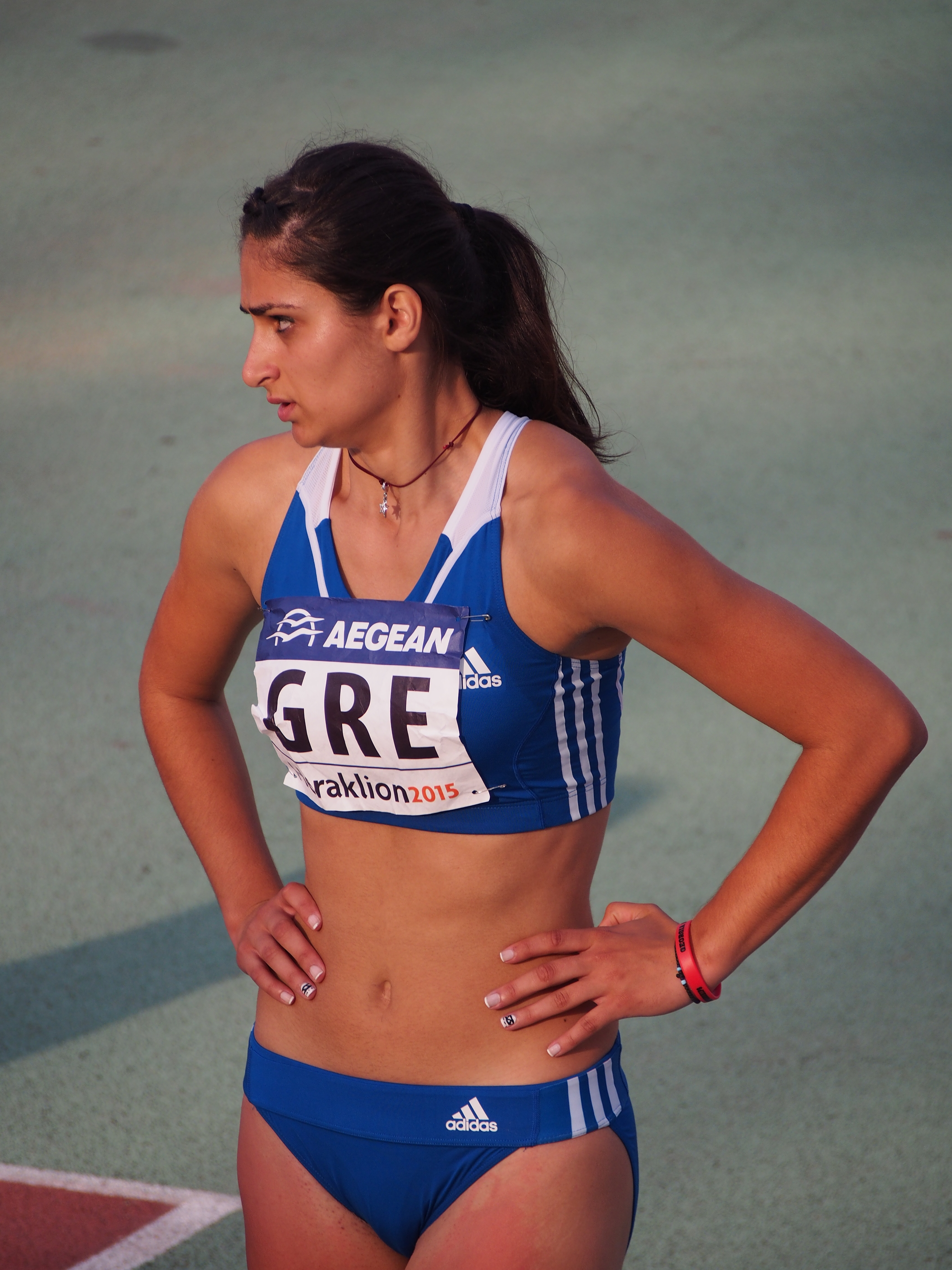
Tatiana Gusin – geteilter neunter Platz
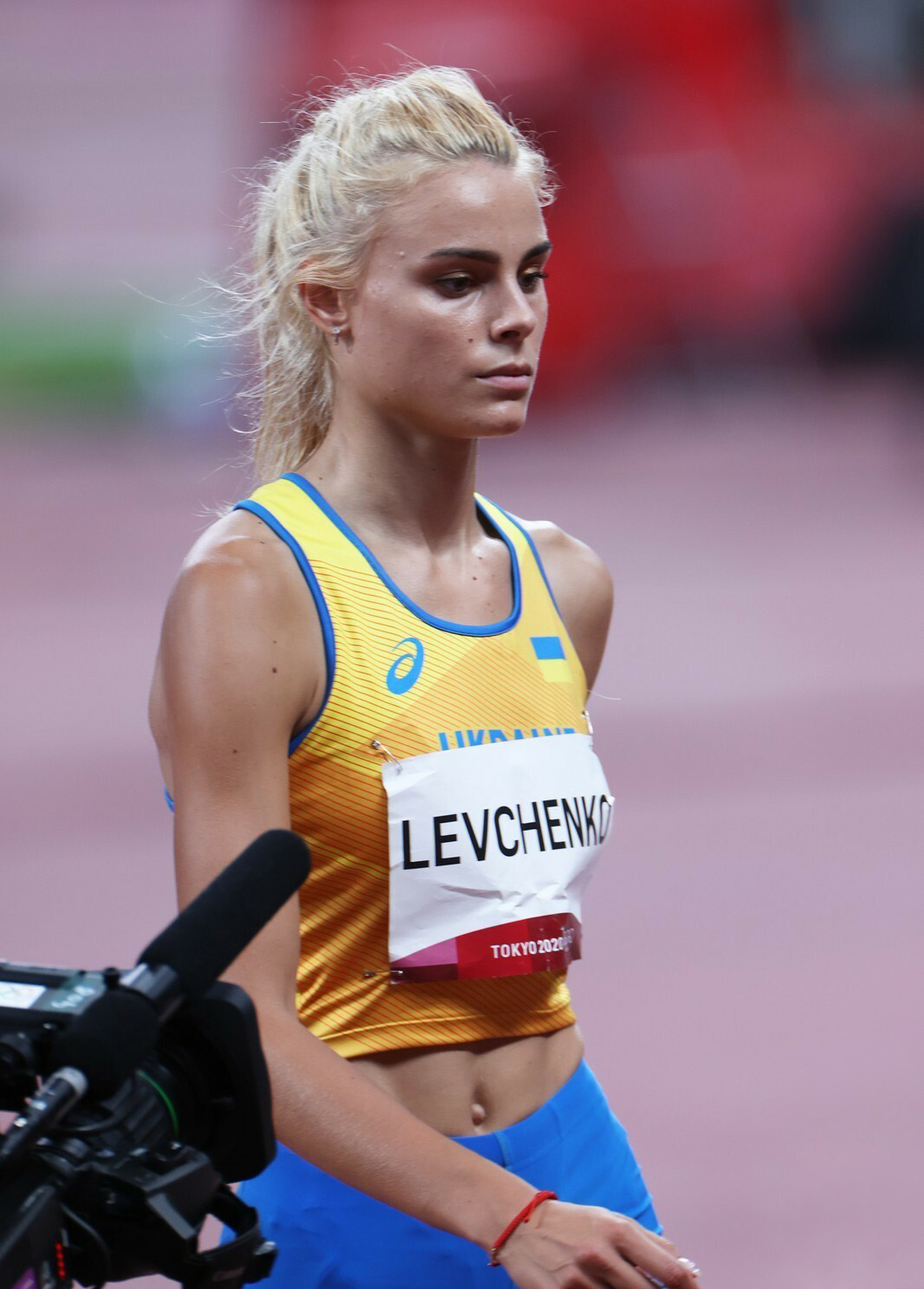
Julija Lewtschenko erreichte den geteilten Platz neun
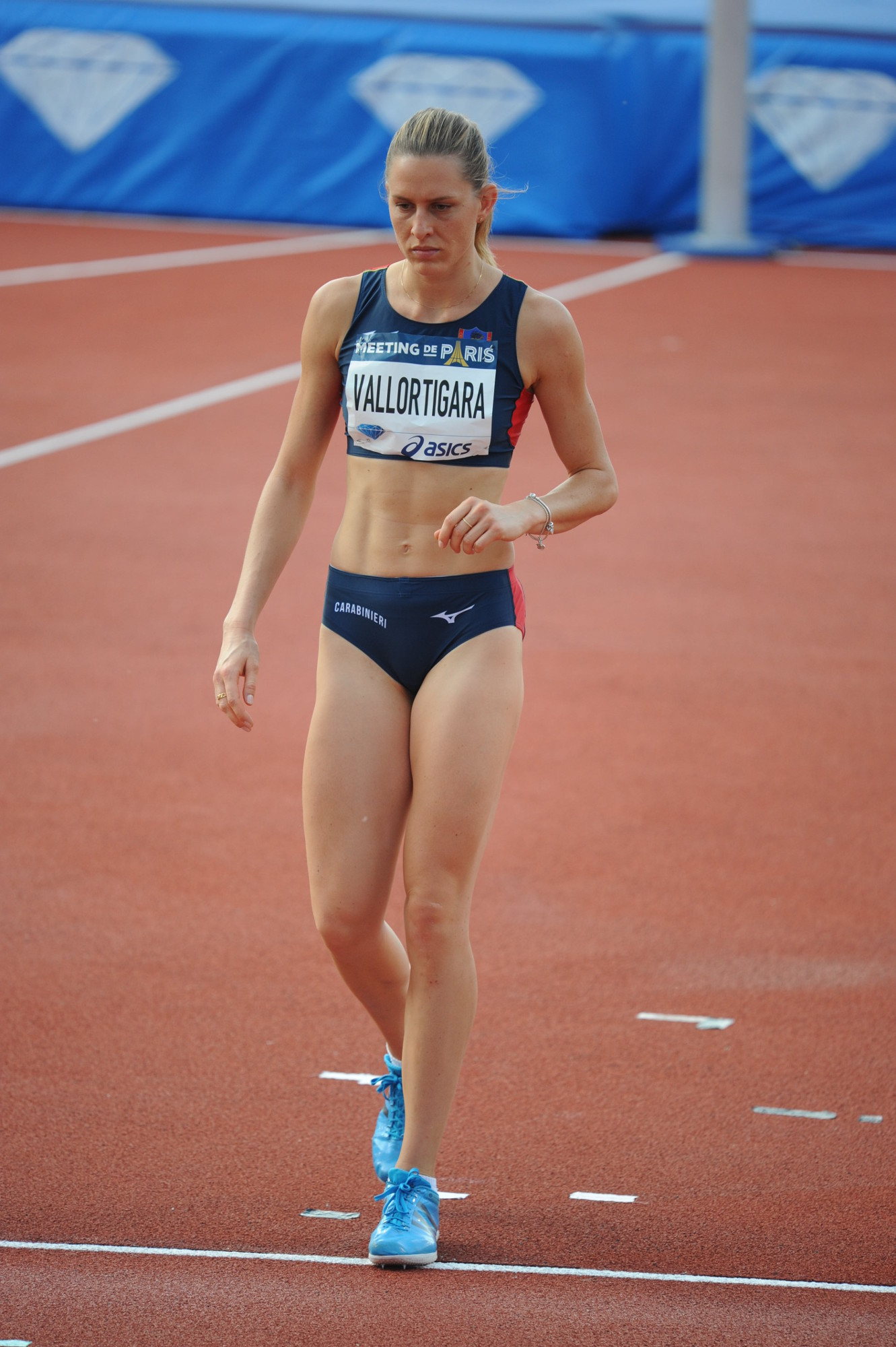
Elena Vallortigara – geteilter Rang neun

## Video
- Women's High Jump Final European Athletics Championships, youtube.com, abgerufen am 9. April 2023